# Ján Krstiteľ Scitovský
Ján Krstiteľ Scitovský (Belá, 1º novembre 1785 – Esztergom, 19 ottobre 1866) è stato un cardinale e arcivescovo cattolico slovacco.

## Biografia
Nacque a Belá, allora Ungheria (oggi Košická Belá, in Slovacchia) il 6 novembre 1785. Il 2 febbraio 1805 ricevette gli ordini minori, il 29 ottobre 1809 il suddiaconato, il 1º novembre 1809 il diaconato e il 5 novembre dello stesso anno fu ordinato presbitero. Aveva svolto gli studi all'università di Pest, dove aveva conseguito la laurea in filosofia il 25 ottobre 1808 e proseguì gli studi nella stessa università, ottenendo la laurea in teologia il 2 aprile 1813. Dal 1809 e fino al 1819 fu professore al seminario diocesano di Rožňava. Nel 1824 divenne canonico del capitolo della cattedrale.
Il 28 gennaio 1828 fu nominato vescovo di Rožňava e fu consacrato il 25 marzo dello stesso anno a Gran Varadino da František Lajčák, vescovo di Gran Varadino.
Il 18 febbraio 1839 fu trasferito alla diocesi di Pécs, da dove il 28 settembre 1849 fu promosso arcivescovo di Esztergom e primate d'Ungheria. Fino al 6 gennaio 1852 mantenne anche la diocesi di Pécs come amministratore apostolico ad arbitrium Summi Pontificis et Sedis Apostolicae.
Papa Pio IX lo elevò al rango di cardinale nel concistoro del 7 marzo 1853. Il 16 novembre 1854 ricevette il titolo di Santa Croce in Gerusalemme.
Morì a Budapest e fu sepolto nella cattedrale di Esztergom.

## Genealogia episcopale e successione apostolica
La genealogia episcopale è:
- Cardinale Scipione Rebiba
- Cardinale Giulio Antonio Santori
- Cardinale Girolamo Bernerio, O.P.
- Arcivescovo Galeazzo Sanvitale
- Cardinale Ludovico Ludovisi
- Cardinale Luigi Caetani
- Cardinale Ulderico Carpegna
- Cardinale Paluzzo Paluzzi Altieri degli Albertoni
- Cardinale Flavio Chigi
- Papa Clemente XII
- Cardinale Giovanni Antonio Guadagni, O.C.D.
- Cardinale Cristoforo Bartolomeo Antonio Migazzi
- Cardinale József Batthyány
- Arcivescovo Ferenc Fuchs
- Arcivescovo István Fischer de Nagy
- Vescovo József Vurum
- Vescovo František Lajčák
- Cardinale Ján Krstiteľ Scitovský

La successione apostolica è:
- Vescovo Anton Karner (1850)
- Vescovo János Ranolder (1850)
- Arcivescovo Jozef Kunszt (1850)
- Vescovo Štefan Moyzes (1851)
- Vescovo Imre Farkas (1851)
- Vescovo József Krautmann (1852)
- Cardinale Lajos Haynald (1852)
- Vescovo József Viber (1856)
- Cardinale János Simor (1857)
- Vescovo Imre Tóth (1857)
- Vescovo Mihály Haas (1859)
- Vescovo Antal Jószef Peitler (1859)
- Vescovo József Durguth (1865)